# Heston Blumenthal
Heston Marc Blumenthal OBE (Londres, 27 de maio de 1966) é um conceituado "chef" inglês.

## Biografia
Foi levado pelos pais, aos 16 anos de idade, a um restaurante três estrelas no Guia Michelin, e esse momento foi o ponto decisivo que o fez desejar ingressar no mundo da gastronomia.
Em 1995 abriu o seu próprio restaurante, "The Fat Duck", em Bray, Berkshire, onde crescera. A casa também seria classificado com três estrelas pelo Guia Michelin.
Expoente da gastronomia molecular, é conhecido como o "alquimista" da cozinha. Defende a compreensão científica na culinária, e por isso já recebeu graus honoríficos das universidades de Reading, de Bristol e de Londres e é membro da Royal Society of Chemistry. Blumenthal é pioneiro da cozinha multissensorial e do encapsulamento do sabor. Descreveu suas ideias em livros, crónicas de jornais e em séries de TV.